# Castaneda (Grisones)
Castaneda es una comuna suiza del cantón de los Grisones, situada en la región de Moesa. Limita al oeste, norte y suroeste con la comuna de Buseno, al noreste con Santa Maria in Calanca, al este con Verdabbio, y al sur con Grono y Roveredo.